# Bad Kötzting
Bad Kötzting (pronunciación en alemán: /baːt ˈkœt͡stɪŋ/ⓘ) es una ciudad situada en el distrito de Cham, en el estado federado de Baviera (Alemania). Tiene una población estimada, a finales de 2020, de 7381 habitantes.
Está ubicada al este del estado, en la región de Alto Palatinado, cerca de la frontera con República Checa.
Es un spa aprobado por el Estado desde el año 2005. Tiene varias clínicas, centros de rehabilitación, instalaciones de hidroterapia, etc.
En la ciudad está uno de los nueve casinos de Baviera.